# Zorka Janů

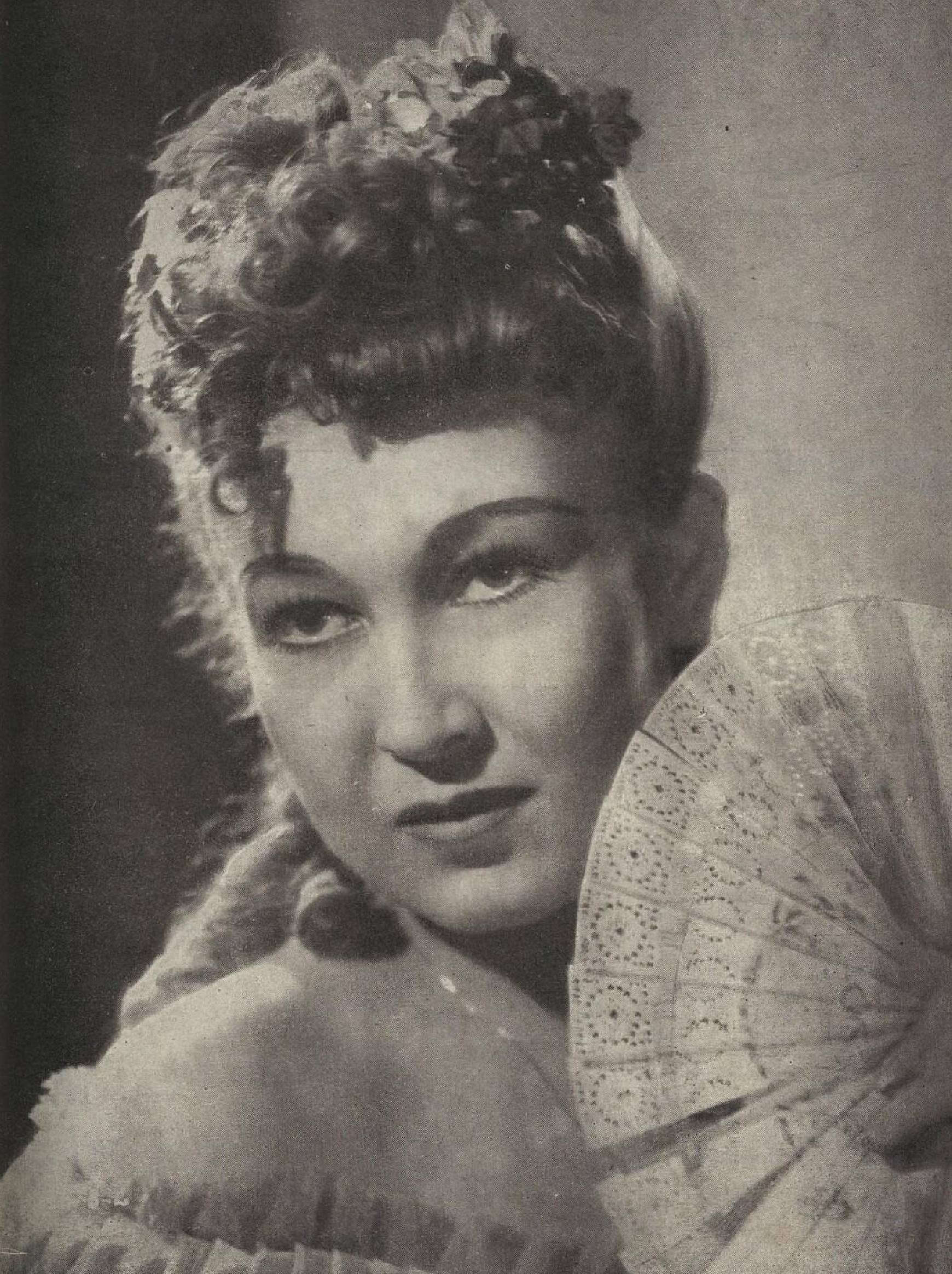
Zorka Janů im Jahr 1940

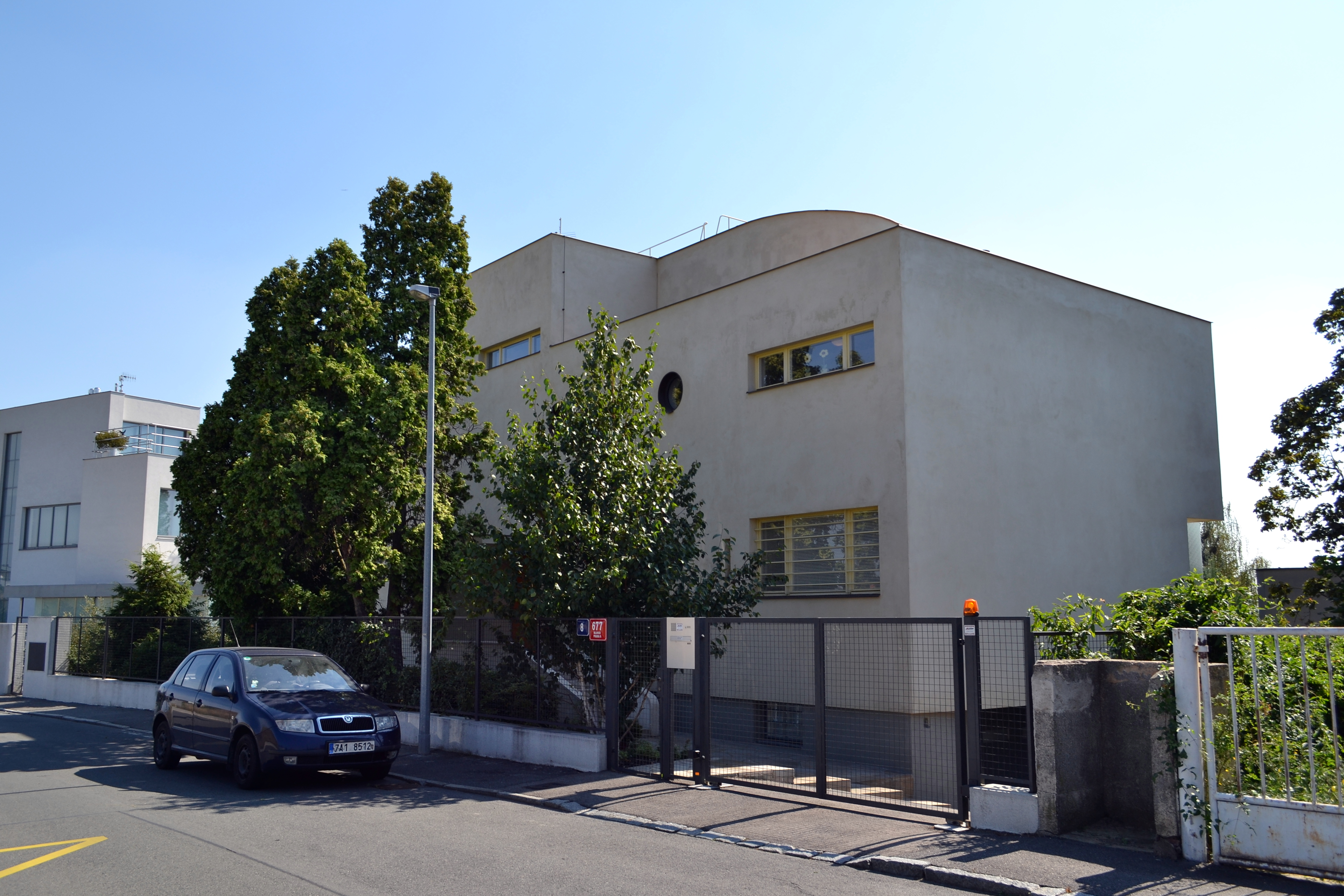
Die Familienvilla, in der Zorka Janů sich das Leben nahm

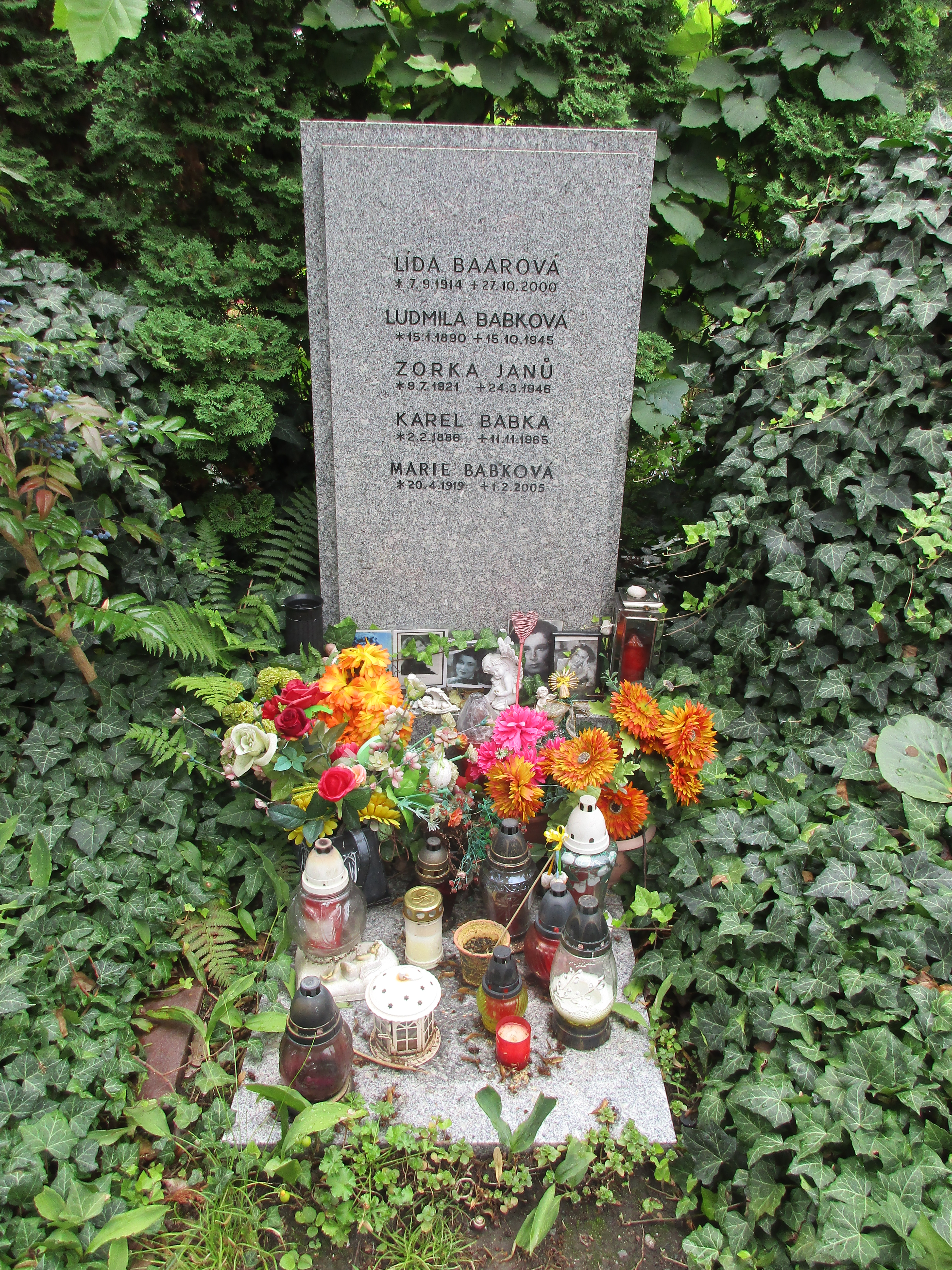
Grabstelle von Zorka Janů auf dem Friedhof in Strašnice

Zorka Janů (eigentlich Zorka Babková, * 9. Juli 1921 in Štěchovice, Tschechoslowakei; † 24. März 1946 in Prag) war eine tschechische Schauspielerin.

## Leben
Zorka Janů wurde 1921 in Stěchovice bei Prag geboren, als ihre Eltern dort im Urlaub waren. Ihre Mutter Ludmila Babková (1890–1945) war als Schauspielerin tätig, ihr Vater Karel Babka (1886–1965) Magistrat. Ihre sieben Jahre ältere Schwester Lída Baarová (1914–2000) war ebenfalls Schauspielerin. Schon von früh an träumte Zorka Janů, inspirierte durch ihre erfolgreiche Schwester Lída, eine Karriere beim Theater und beim Film anzustreben. Sie war fotogen und ihr Gesicht wurde auf der Verpackung eines Babypuders verwendet. Nach ihrer Schulzeit am Gymnasium besuchte sie das Prager Konservatorium und gastierte während dieser Zeit bereits am Ostböhmischen Theater in Pardubice.
Janů schloss das Studium erfolgreich ab und begann Gastspiele an verschiedenen Theatern, unter anderem auch am Nationaltheater (Národní divadlo) in Prag. Von 1942 bis 1945 hatte sie ein Engagement an den Städtischen Theatern in Prag. Hier entwickelte sie sich zu einer Charakterdarstellerin, die insbesondere temperamentvolle, junge Frauen spielte, beispielsweise in Don Quijote oder Emilia Galotti. In der Produktion Die Schauspielerin spielte sie in 57 Aufführungen die Hauptrolle.
Ihre erste Filmrolle bekam Janů 1933 im Alter von zwölf Jahren in der Komödie Madla z cihelny von Vladimír Slavínský, an der Seite ihrer älteren Schwester, welche die Hauptrolle spielte. Ende der 1930er Jahre spielte sie in weiteren Filmen kleine Rollen. Im Film Ohnivé léto spielte sie 1939 ihre erste große Rolle, erneut an der Seite ihrer Schwester. Es folgten weitere Filme. 1941 übernahm sie die Hauptrolle der Lidka Kalibová in der Komödie Z českých mlýnu von Miroslav Cikán. Ihre letzte Filmrolle hatte sie 1944 in dem Film Kluci na řece von Václav Krska und Jiří Slavíček, in dem sie die Rolle der Helenka spielte.
Zorka Janů hatte während ihrer Karriere immer wieder mit psychischen Problemen zu kämpfen. Sie hatte wiederholt depressive Episoden, litt an Minderwertigkeitsgefühlen und hungerte über mehrere Monate. Sie habe in dieser Zeit nur eine Gurke pro Tag gegessen. 1940 begab sie sich in eine Nervenheilanstalt und kehrte im Februar 1941 wieder auf die Theaterbühne zurück. Auch soll eine gescheiterte Beziehung zum verheirateten Schriftsteller František Kožík ihrer psychischen Gesundheit nicht zuträglich gewesen sein. Im Zusammenhang mit einer weiteren Beziehung zu František Salzer, dem Direktor des Vinohrady-Theaters, habe sie einen Suizidversuch unternommen. Weitere Beziehungsversuche, unter anderem mit Karel Höger und dem Kritiker Antonín M. Brousil, scheiterten. Nach Ende des Zweiten Weltkriegs wurde ihre Familie verfolgt, da ihre Schwester der Kollaboration mit den Nationalsozialisten und einer Affäre mit Joseph Goebbels vor der Besatzung beschuldigt wurde. Zorka Janů galt fortan als „Schwester der Verräterin Lída Baarová“ und es wurde ihr nicht mehr gestattet, Theater zu spielen. Für die junge Janů, die das Theaterspielen über alles liebte, war dies ein großer Verlust. Ihre Schwester saß im Gefängnis, ihre Mutter verstarb im Oktober 1945 im Zusammenhang mit den Verhören und ihr Vater verlor aufgrund einer Sepsis ein Bein. Janůs Depression verschlimmerte sich zusehends.
Im März 1946 nahm sich Zorka Janů im Alter von 24 Jahren durch einen Fenstersprung aus der Familienvilla in Prag-Hanspaulka das Leben. Sie wurde auf dem Friedhof des Prager Krematoriums Strašnice beigesetzt. In dem Familiengrab liegt sie zusammen mit ihrer Mutter, ihrem Vater, Schwester Lída sowie der zweiten Frau des Vaters, Marie.

## Filmografie
- 1933: Madla z cihelny
- 1938: Cech panen kutnohorských
- 1938: Škola základ života
- 1939: Tulák Macoun
- 1939: Ohnivé léto
- 1940: Pacientka Dr. Hegla
- 1940: Baron Prášil
- 1940: Minulost Jany Kosinové
- 1940: Čekanky
- 1940: Podvod s Rubensem (Kurzfilm)
- 1941: Z českých mlýnů
- 1944: Kluci na řece